# Região de Leão
Leão é uma região histórica espanhola com origem no Reino de Leão, e mais tarde definida como tal na divisão territorial espanhola de 1833. Esta divisão agregava as atuais províncias de Leão, Samora e Salamanca mas carecia de quaisquer competências ou órgãos administrativos ou doutro tipo, tendo apenas um caráter meramente classificativo.
Durante a Segunda República, foi concedida a possibilidade da região poder eleger um juíz próprio no tribunal de garantias constitucionais, abrindo a porta à possibilidade de vir a gozar de um estatuto de autonomia próprio, no entanto, o rebentar da Guerra Civil Espanhola e a posterior ditadura frearam qualquer tentativa autonomista séria na região.
Atualmente, apenas as forças políticas leonesistas (entre elas a UPL e o PREPAL) exigem a autonomia para estas províncias. No Parlamento de Castela e Leão, esta corrente obteve apenas um representante dos 32 eleitos pela região leonesa.

## História

Reconstituição do estandarte da coroa de Leão, em tempos de Afonso VII. Segundo a vexilologia, a disposição da figura do leão evoluiu da "passante" original para a posição "galopante".

O território hoje correspondente à Região Leonesa foi conquistado pelo Império Romano entre os anos 61 e 19 a.C., integrando parte das províncias da Lusitânia e da Tarraconense; mais tarde, no século V, a Tarraconense foi invadida por suevos e godos, acabando por formar o Reino de Toledo. Em 712, os muçulmanos derrotam os godos e ocupam a capital do seu reino, mas encontram resistência no norte peninsular pelos povos ástures. Seriam estes a formar o Reino das Astúrias, que se expandiria para o vale do Douro até que, em 910, o rei Garcia I transfere a capital de Oviedo para Leão, dando origem ao Reino de Leão. Ordonho II confirma a capitalidade leonesa e fomenta relações cordiais com o Reino de Pamplona. No reinado de Afonso V é promulgado o Foro de Leão, o primeiro foro concelhio a partir do qual derivam todos os outros. Entretanto, o rei navarro Sancho III procura expandir o seu território à custa do território oriental do Reino de Leão, convertendo-se em Conde de Castela e com pretensões sobre a Terra de Campos.

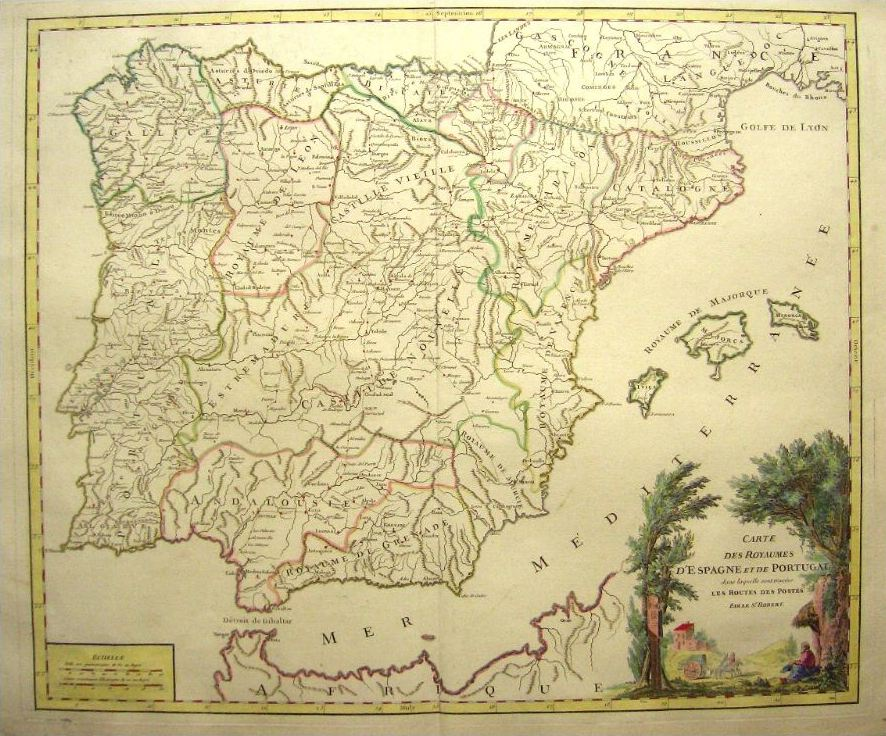
Regiões espanholas em 1770.

Prefeituras Napoleónicas nas quais se dividia Espanha em 1810.

Após vários séculos de independência, Fernando II decide unir, em 1230, as coroas de Leão e Castela. Esta união dinástica não redundou no desaparecimento dos reinos, já que cada um deles manteve as suas próprias instituições políticas, administrativas, económicas e sociais. O Reino de Leão, por sua parte, continuou a celebrar as suas Cortes até 1349, prosseguiu com o Adiantamento Maior do Reino de Leão (que substituía as Merindades Maiores do século XII) que continha em si a figura do Defensor do Reino de Leão, continuou a utilizar a mesma moeda (o maravedí leonês ou longo), e no contexto académico, chegou-se a um acordo para que o reitor da Universidade de Salamanca fosse alternando de ano para ano entre um de origem leonesa e outro de origem castelhana. Para mais, mantiveram-se em vigor os Foros de Leão, em paralelo com o Foro Velho de Castela e os diferentes foros municipais de Castela, Estremadura e Andaluzia; bem como os concelhos de Leão. A articulação de um direito territorial comum foi sendo feita em torno das Partidas, do Ordenamento de Alcalá (que define o Pisuerga como a raia tradicional entre as regiões de Leão e Castela) e as Leis de Toro.
Na Idade Moderna, ainda era patente a divisão territorial entre Leão e Castela no âmbito cartográfico. Uma divisão extrapolada aquando da colonização das Américas, como o demonstra o Novo Reino de Leão (atual Estado de Novo Leão, no México), dentro do Vicerreino da Nova Espanha.
A primeira tentativa moderna de criação de uma estrutura territorial homogénea teve lugar em 1810, mediante um decreto de José Bonaparte que dividia o território espanhol em 38 prefeituras e 78 subprefeituras. As prefeituras de Esla (com capital em Astorga), Tormes (com capital em Salamanca) e Águeda (com capital em Cidade Rodrigo) abarcariam uma extensão semelhante à que teriam, posteriormente, as províncias de Leão, Samora e Salamanca.

Posteriormente, em 1811, surgiu das Cortes de Cádis um novo regime liberal, na qual todas as províncias tivessem as mesmas obrigações. A Constituição de 1812 não reconhecia a personalidade política dos antigos territórios históricos, que aparecem listados apenas no primeiro capítulo com o propósito de definir o território espanhol:
«O território espanhol abarca na Península, com as suas posses e ilhas adjacentes: Aragão, Astúrias, Castela-a-Velha, Catalunha, Córdova, Estremadura, Galiza, Granada, Xaém, Leão [...]»
O modelo territorial foi deixado para uma lei posterior, que nunca chegou a ser promulgada. Em 1813, a administração interina espanhola encarregou a Felipe Bauzá a redação de uma nova divisão provincial do país, tendo este determinado vários tipos de províncias: as de primeira ordem (de maior importância e popuação), de segunda ordem e, finalmente, as governações nas quais se dividiam as províncias de primeira ordem. À chegada às cortes, esta proposta foi simplificada para 37 províncias principais e sete províncias subalternas, usando critérios históricos. Relativamente aos territórios adscritos à que seria a Região Leonesa, foi criada uma província com capital em Leão, outra subalterna com capital em Astorga e ainda outra com capital em Salamanca. No entanto, a chegada de Fernando VII ao poder fez com que estas alterações fossem descartadas e, por 1817, Espanha dividia-se em 29 intendências e 13 consulados.
Durante o Triénio Liberal (em janeiro de 1822), é aprovada, com caráter provisório, uma nova divisão do país em 52 províncias, sem qualquer adscrição regional ou histórica. Em 1822, reestabelecem-se os intendentes provinciais como delegados da Fazenda. No entanto, a queda do governo liberal e do absolutismo fez com que o projeto não fosse avante, reestabelecendo-se as províncias do Antigo Regime.
Através dum decreto em novembro de 1933, o secretário de estado do Fomento, Javier de Burgos, criou um estado centralizado dividido em 49 províncias que receberam o nome das suas capitais (exceto quatro delas, com as suas denominações tradicionais). O projeto é em tudo semelhante ao de 1822, mas sem incluir as províncias de Calatayud, Vierzo e Játiva. Para mais, algumas destas províncias definidas anteriormente mudam de denominação ao mudar a sua capital.
«Real Decreto de 30 de novembro de 1833.
Artigo 1. O território espanhol na Península e Ilhas adjacentes fica agora dividido em quarenta e nove províncias que tomam o nome das suas respetivas capitais exceto as de Navarra, Álava, Guispúscoa e Biscaia, que conservam as suas denominações atuais.
Artigo 2. A Andaluzia, que compreende os reinos de Córdova, Granada, Xaém e Sevilha, divide-se nas oito províncias seguintes: Córdova, Xaém, Granada, Almeria, Málaga, Sevilha, Cádis e Huelva. O de Aragão divide-se em três províncias, a saber: Saragoça, Huesca e Teruel. O principado das Astúrias forma a província de Oviedo. Castela-a-Nova continua dividida nas cinco províncias de Madrid, Toledo, Cidade Real, Cuenca e Guadalajara. Castela-a-Velha divide-se em oito províncias, a saber: Burgos, Valhadolide, Palença, Ávila, Segóvia, Sória, Logronho e Santander. Catalunha divide-se em quatro províncias: Barcelona, Tarragona, Lérida e Gerunda. Estremadura divide-se nas de Badajoz e Cáceres. Galiza nas da Corunha, Lugo, Ourense e Pontevedra. O reino de Leão nas de Leão, Salamanca e Samora. O de Múrcia nas de Múrcia e Albacete. O de Valência nas de Valência, Alicante e Castelló de la Plana. Pamplona, Vitória, Bilbau e São Sebastião são as capitais das províncias de Navarra, Álava, Biscaia e Guipúscoa. Palma a das Ilhas Baleares. Santa Cruz de Tenerife a das Ilhas Canárias.
Estas províncias estavam subordinadas de forma nominal às regiões históricas, que careciam de competências e órgãos comuns para as províncias que agrupavam, tendo um cráter meramente classificativo, sem quaisquer pretensões de operatividade administrativa. Na Região de Leão, estavam agrupadas as províncias de Leão, Samora e Salamanca, mantendo-se praticamente igual até à atualidade. Em tempos passados, as províncias de Valhadolide e Palença aparecem nalguns mapas posteriores ao decreto enquanto parte da região denominada Reino de Leão, como se encontrava no Mapa general de España, dividido en sus actuales provincias (Tomás López, 1802), que incluia também o Principado das Astúrias na Região Leonesa. Assim, na Geografía general de España: comparada con la primitiva, antigua y moderna (Juan Bautista Carrasco, 1861), o velho Reino de Leão, com toda a terra «conquistada pelos reis de Oviedo» compreendia as «Novas províncias criadas em 1833» de Leão, Palença, Salamanca, Valhadolide e Samora, enquanto que o Reino de Castela, «comarca que hoje se denomina por Castela-a-Velha, livre dos árabes no século IX», incluia as novas províncias de Ávila, Burgos, Logronho, Santander, Segóvia e Sória.
A divisão territorial de 1833, apesar de adscrever as províncias em regiões, não criava nenhum órgão regional. Durante o século XIX surgiram várias propostas de regionalização que nunca chegaram a ser aprovadas. O ministro da Governação com Narváez, Patricio de la Escosura, levou a cabo o primeiro, através de um decreto promulgado a 29 de setembro de 1847, que dividia a Península em onze governos gerais juntamente com as Baleares e as Canárias. Um dos governos-gerais era o de Castela-a-Velha, que abarcava as províncias de Ávila, Leão, Oviedo, Palença, Salamanca, Samora e Valhadolide, com a capitalidade desta última. No entanto, este decreto nunca chegou a entrar em vigor.
Uma nova tentativa deu-se no governo de Posada Herrera. O ministro da Governação, Segismundo Moret, apresentou um projeto de lei a 6 de janeiro de 1884 através do qual eram criadas quinze regiões. Neste projeto, a região das Astúrias incluia a província de Leão, enquanto que a de Valhadolide incluia as de Samora e Salamanca.

### Na Segunda República
O Tribunal de Garantias Constitucionais foi um órgão espanhol que antecedeu o atual Tribunal Constitucional. Entre os porta-vozes eletivos que o compunham, existiam 14 representantes regionais. Cada região autónoma tinha o direito de nomear um porta-voz em sua representação, que deveria ser eleito pela sua assembleia legislativa. Para que o resto do país tivesse representação neste tribunal (apenas a Catalunha constituia um região autónoma), dispunha-se o seguinte:
«Considerar-se-ão como regiões as seguintes:
Andaluzia (províncias de Almeria, Cádis, Córdova, Granada, Huelva, Xaém, Málaga e Sevilha e as atuais cidades autónomas de Ceuta e Melilha)
Aragão (Huesca, Teruel e Saragoça)
Astúrias (Oviedo)
Baleares
Canárias (Palmas e Santa Cruz de Tenerife)
Castela-a-Nova (Cidade Real, Cuenca, Guadalajara, Madrid e Toledo)
Castela-a-Velha (Ávila, Burgos, Logronho, Palença, Santander, Segóvia, Sória e Valhadolide)
Estremadura (Badajoz e Cáceres)
Galiza (Corunha, Lugo, Ourense e Pontevedra)
Leão (Leão, Samora e Salamanca)
Múrcia (Albacete e Múrcia)
Navarra (província do mesmo nome)
Valência (Alicante, Castelló e Valência)
Vascongadas (Álava, Guipúscoa e Biscaia)»

## Organização administrativa
A Região de Leão integra-se na Comunidade Autónoma de Castela e Leão através das províncias de Leão, Samora e Salamanca. A sua unidade territorial básica, após o concelho, é a comarca. Leão possui mais de 65 comarcas tradicionais das quais apenas uma, a do Bierço, tem reconhecimento oficial. O Conselho Comarcal do Bierço criou-se em 1991 e abrange concelhos historicamente adscritos a outras comarcas.
| Comarcas da Região Leonesa                |                  |                              |      |
| Comarca                                   | Província        | Capital                      | Mapa |
| Alfoz de Toro                             | Samora           | Toro                         |      |
| Aliste                                    | Samora           | Alcanizes                    |      |
| Alto Alagón Altu Alagón                   | Salamanca        | Sierte                       |      |
| Ancares                                   | Leão             | Candim                       |      |
| Bábia Babia                               | Leão             | Cabrilhães                   |      |
| Cabreira                                  | Leão             | Encinedo                     |      |
| Cea                                       | Leão             | Almança                      |      |
| Campo Charro Campu Charru                 | Salamanca        | Salamanca                    |      |
| Cepeda                                    | Leão             | Magaz                        |      |
| Cidade Rodrigo Ciarrodrigu                | Salamanca        | Cidade Rodrigo               |      |
| Cisterna                                  | Leão             | Cisterna                     |      |
| Coiança Coyanza                           | Leão             | Coiança/ Valença de Dom João |      |
| Curuenho Curueñu                          | Leão             | Valdepiélago                 |      |
| Bierço El Bierzu/Bierciu                  | Leão             | Ponferrada                   |      |
| Campo de Agadones Campu d'Agadones        | Salamanca        | Serradilha                   |      |
| Campo de Argañán Campu d'Argañán          | Salamanca        | Fontes de Onor               |      |
| Campo de Robledo Campu de Robréu          | Salamanca        | Fonte Guinaldo               |      |
| Campo de Yeltes Campu de Yeltes           | Salamanca        | Fonte de Santo Estêvão       |      |
| Páramo El Páramu                          | Leão             | Santa Maria                  |      |
| El Rebollar El Rebollal                   | Salamanca        | Robreda                      |      |
| Fornela Furniella                         | Leão             | Prançais                     |      |
| Gordão Gordón                             | Leão             | Póvoa                        |      |
| Caleria La Calería                        | Salamanca        | Linhares                     |      |
| Carvalheda La Carbayeda                   | Samora           | Mombuei                      |      |
| Guarenhas Les Guareñes                    | Samora Salamanca | Fontesaúco                   |      |
| Guebra La Güebra                          | Salamanca        | Tamames                      |      |
| Ramalharia La Ramajería                   | Salamanca        | Guadramiro                   |      |
| Ribeira La Ribeira                        | Leão             | Carriço                      |      |
| La Ribera La Rivera/Les Arribes           | Salamanca        | Aldeiadávila                 |      |
| Sierra de Francia La Sierra               | Salamanca        | Miranda do Castanhar         |      |
| Veiga La Veiga                            | Leão             | Veguelhina                   |      |
| El Abadengo L'Abadengu                    | Salamanca        | Limiares                     |      |
| La Armuña L'Armuña                        | Salamanca        | Velhês                       |      |
| Bardas Les Bardes                         | Salamanca        | Santos                       |      |
| Matas Las Matas                           | Leão             | Santas Martas                |      |
| Las Villas Les Villes                     | Salamanca        | Vilhória                     |      |
| Tierra de Ledesma Tierra de Lledesma      | Salamanca        | Ledesma                      |      |
| Laciana Ḷḷaciana                          | Leão             | Vilablino                    |      |
| Luna Ḷḷuna                                | Leão             | Sena                         |      |
| Órbigo L'Órbigu                           | Leão             | Benavides                    |      |
| Arguelhos Los Argüeyos                    | Leão             | Cármenes                     |      |
| Outeiros Los Oteros                       | Leão             | Cabreiros                    |      |
| Montemaior Montemayor                     | Salamanca        | Montemaior do Rio            |      |
| Oumanha Oumaña                            | Leão             | Múrias                       |      |
| Porma                                     | Samora           | Bonhar                       |      |
| Rianho Riañu                              | Leão             | Rianho                       |      |
| Ribas do Sil Ribas del Sil                | Leão             | Palácios do Sil              |      |
| Roda Rueda                                | Leão             | Valdepolo                    |      |
| Salvatierra                               | Salamanca        | Salvaterra de Tormes         |      |
| Sayago Sayagu                             | Samora           | Bermilho                     |      |
| Seabra Senabria                           | Samora           | Póvoa de Seabra              |      |
| Somoça Somoza                             | Samora           | Astorga                      |      |
| Tierra de Alba Tierra d'Alba              | Samora           | Carvalhais                   |      |
| Tierra de Alba Tierra d'Alba              | Salamanca        | Alva de Tormes               |      |
| Terra de Benavente Tierra de Benavente    | Samora           | Benavente                    |      |
| Terra de Campos Tierra de Campos          | Leão Samora      | Maiorga                      |      |
| Tierra de Peñaranda                       | Salamanca        | Penharanda de Bracamonte     |      |
| Terra de Tábara Tierra de Tábara          | Samora           | Tábara                       |      |
| Terra do Pão Tierra del Pan               | Samora           | Samora                       |      |
| Terra do Vinho Tierra del Vinu            | Samora           | Currais                      |      |
| Terras de Leão Tierras de Llión           | Leão             | Leão                         |      |
| Valdeiria Valdeiría                       | Leão             | Castro Calbom                |      |
| Valdexamuz                                | Leão             | Santa Helena de Xamuz        |      |
| Valduerna                                 | Leão             | Banheça                      |      |
| Vale de Boeça Valle de Bueza              | Leão             | Bembibre                     |      |
| Tierra de Vitigudino Tierra de Vitigudinu | Salamanca        | Vitigodino                   |      |